# Roland West

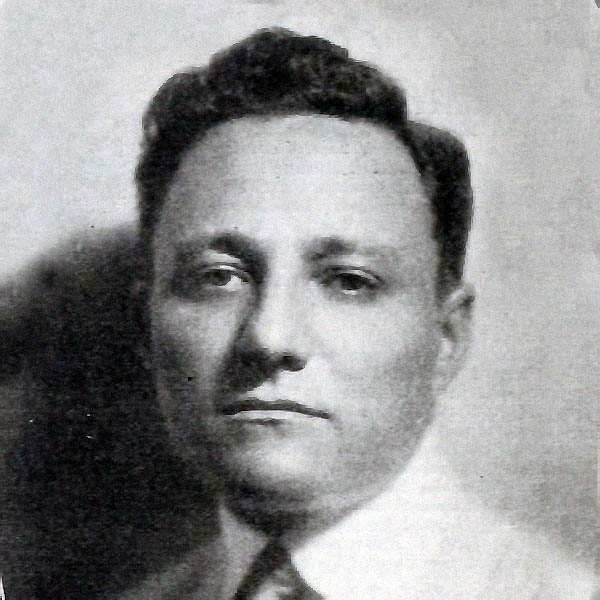
Porträt von Roland West um 1920

Roland West, geboren als Roland van Ziemer (* 20. Februar 1885 in Cleveland, Ohio; † 31. März 1952 in Santa Monica, Kalifornien), war ein US-amerikanischer Schauspieler, Filmregisseur und Drehbuchautor, der für seine innovativen Proto-Film-noir der 1920er und frühen 1930er Jahre bekannt war. Darüber hinaus war er möglicherweise auch in den mysteriösen Tod der Schauspielerin Thelma Todd im Jahr 1935 verwickelt.

## Leben und Wirken

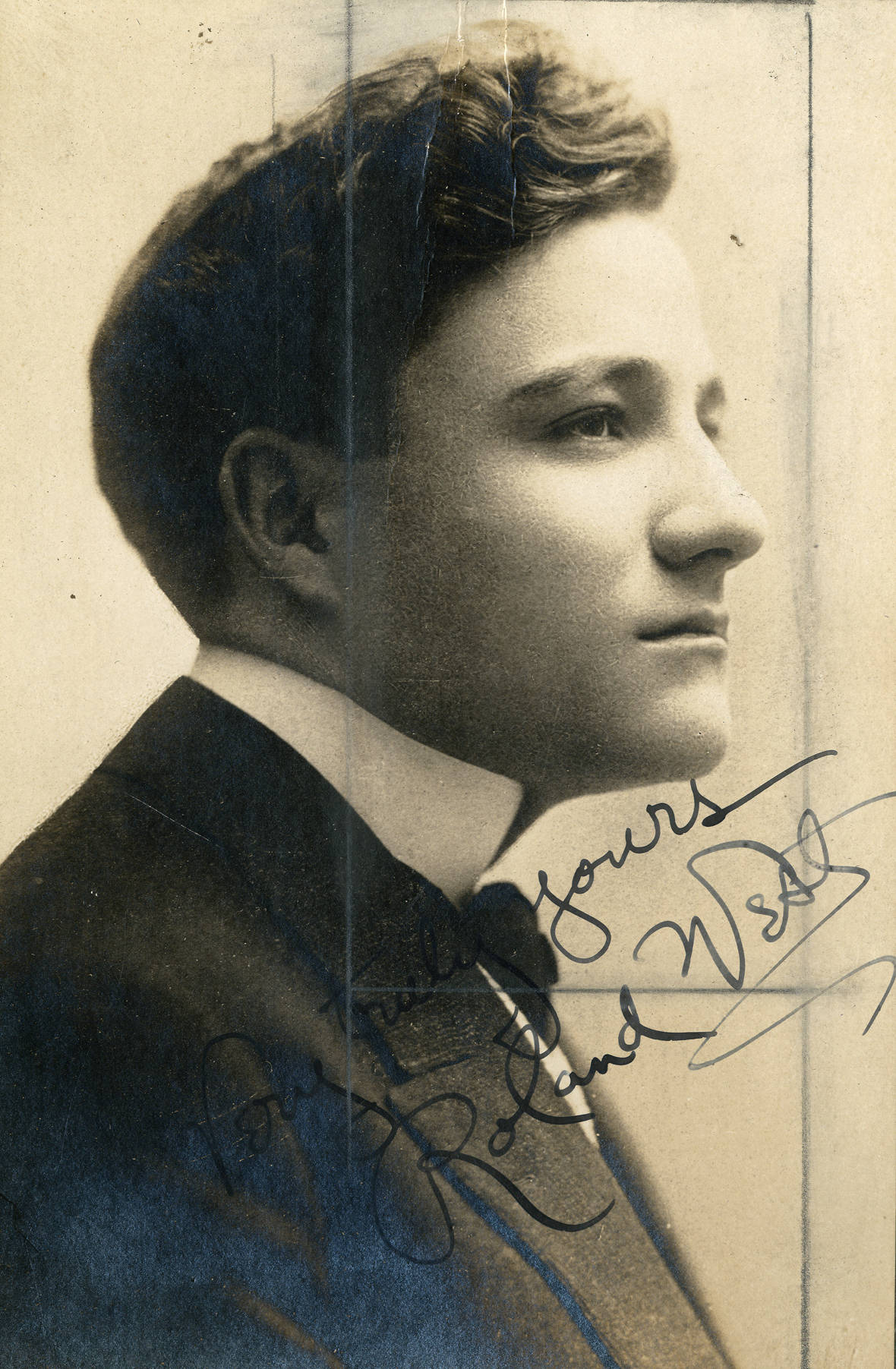
Roland West als Bühnenschauspieler im Jahr 1908.

Roland West wurde in eine Theaterfamilie geboren – sein Vater Albert van Ziemer und seine Mutter Margaret van Tassel waren ebenfalls Schauspieler. Bereits als Teenager spielte er in Vaudeville-Produktionen, einem Theatergenre zur kommerziellen Unterhaltung für das subbürgerliche Publikum der Großstadt. Mit Anfang 20 schrieb und inszenierte er eigene Vaudeville-Stücke. Ähnlich wie bei David W. Griffith übte die Melodramatik dieser Inszenierungen einen großen Einfluss auf sein späteres Schaffen aus.
Im Jahr 1916 inszenierte er zusammen mit seinem früheren Manager Joseph M. Schenck seinen ersten Stummfilm Lost Souls. Nachfolgend erarbeitete er sich einen guten Ruf mit stimmungsvollen, atmosphärischen Horrorfilmen wie Dr. Palmers unheimliches Haus (1925) mit Lon Chaney und Das Rätsel der Fledermaus (1926), basierend auf dem Roman The Circular Staircase von Mary Roberts Rinehart – die diesen zusammen mit Avery Hopwood im Jahr 1920 selbst auf die Theaterbühne gebracht hatte. Sein Tonfilm Alibi (1929) mit Chester Morris in der Hauptrolle wurde bei der zweiten Oscar-Verleihung im April 1930 in den Kategorien „Bester Film“, „Bester Hauptdarsteller“ und „Bestes Szenenbild“ nominiert, gewann jedoch in keiner Sparte. In der Kategorie „Bester Film“ musste er sich dem Film-Musical The Broadway Melody geschlagen geben.

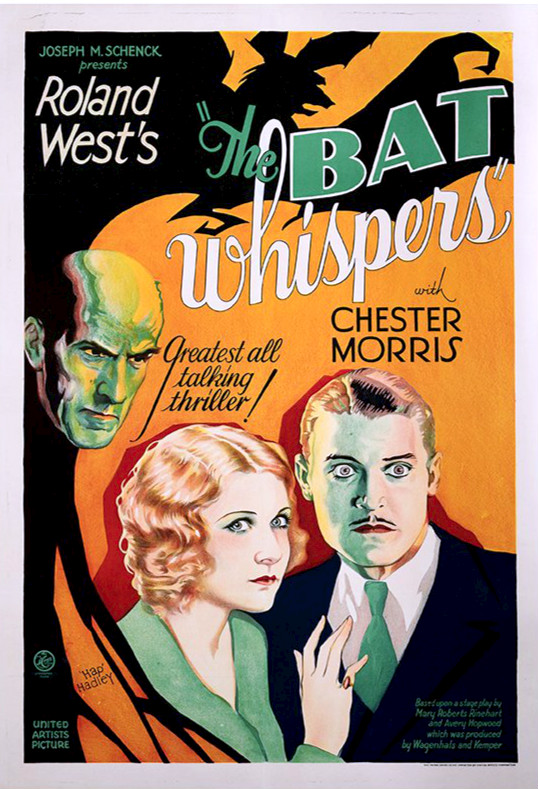
Filmplakat für Roland West’s The Bat Whispers aus dem Jahr 1930, ein Tonfilm-Remake des Stummfilms Das Rätsel der Fledermaus.

Ebenfalls 1930 inszenierte er ein Tonfilm-Remake von Das Schrecken der Fledermaus unter dem Titel The Bat Whispers, ebenfalls mit Chester Morris in einer tragenden Rolle. West war zu dieser Zeit derart im Filmgeschäft etabliert, dass sein neuer Film auf den offiziellen Filmplaketen als „Roland West’s The Bat Whispers“ angekündigt wurde. Er galt als einer der innovativsten Regisseure und Pioniere des frühen Horrorfilms. 1931 erschien sein letzter Film Corsair mit Chester Morris und Thelma Todd – als Regisseur trat er danach nicht mehr in Erscheinung. Jedoch betrieb West mit Thelma Todd in Santa Monica ein Restaurant namens Thelma Todd’s Sidewalk Café. Nach dem plötzlichen Tod von Thelma Todd wurde das Restaurant in Chez Roland umbenannt, West arbeitete aber nur noch selten und lebte äußerst zurückgezogen. Anfang der 1950er verschlechterte sich sein Gesundheitszustand und er erlitt einen Schlaganfall sowie einen Nervenzusammenbruch. Er starb im Jahr 1952 im Alter von 67 Jahre in Santa Monica, Kalifornien.
Er liegt auf dem Forest Lawn Memorial Park in Glendale, Kalifornien begraben.

## Privatleben
Roland West war zweimal verheiratet, wobei beide Ehen kinderlos blieben. Seine erste Ehefrau war die Schauspielerin Jewel Carmen. Jedoch entfremdeten sich beide schon bald und West begann eine langjährige Affäre mit seiner Hauptdarstellerin und Geschäftspartnerin Thelma Todd. Nach Todds Tod im Jahr 1935 und seiner Scheidung von Carmen drei Jahre später heiratete er 1946 die Schauspielerin Lola Lane, mit der er bis zu seinem Tod im Jahr 1952 verheiratet blieb.

## Der Tod von Thelma Todd

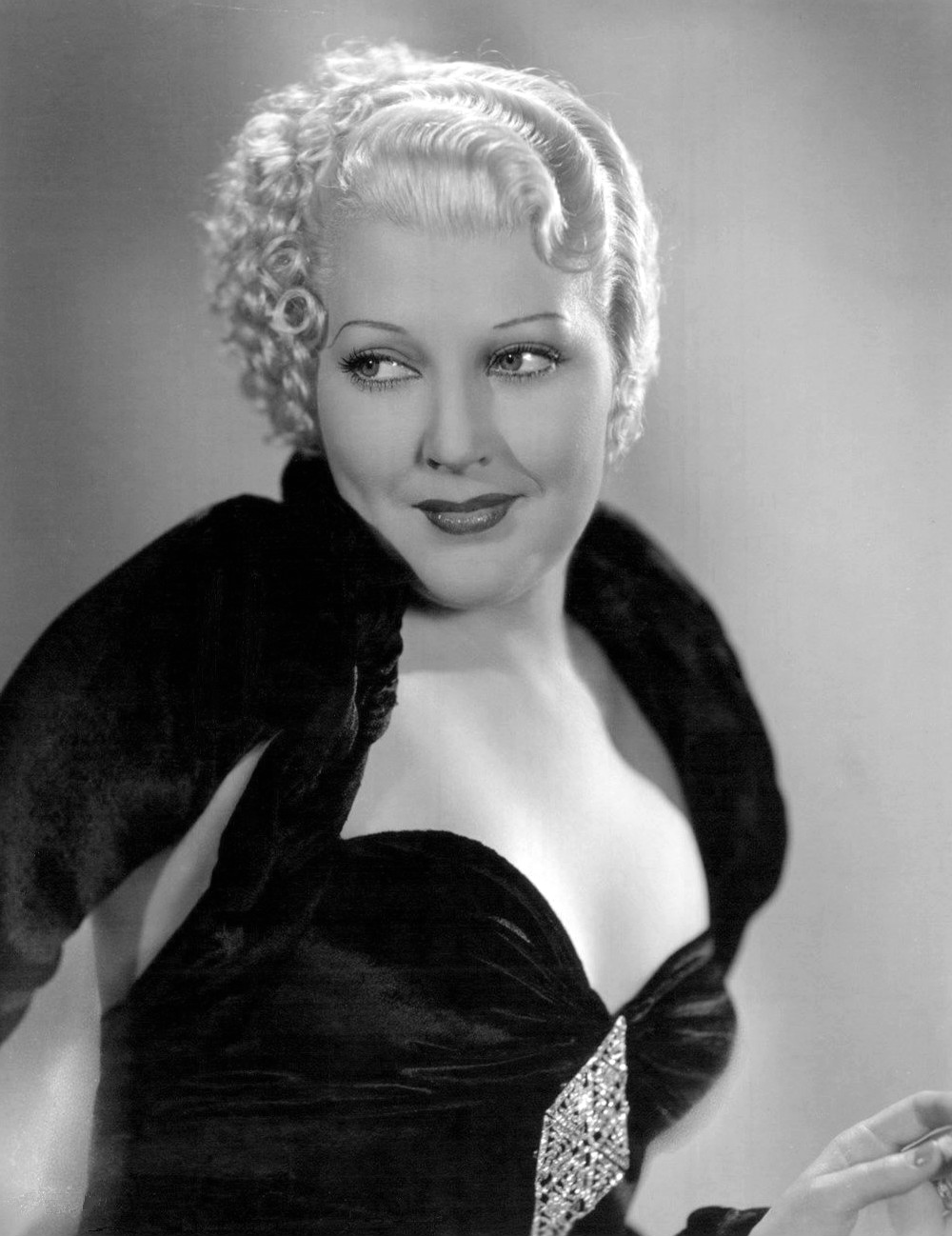
Thelma Todd, zwei Jahre vor ihrem Tod.

Aufgrund der ungewöhnlichen Umstände im Hinblick auf den Tod seiner Geliebten, der Schauspielerin Thelma Todd, gilt West in den Augen einiger Beobachter als Mordverdächtiger. Todd und West begannen ihre Affäre im Jahr 1930, kurz nachdem sie sich auf einem Segelausflug nach Santa Catalina Island kennengelernt hatten. Die beiden wurden Geschäftspartner und lebten in Pacific Palisades, Kalifornien. Ihre Beziehung wurde als unbeständig und West im Allgemeinen als kontrollierend und besitzergreifend beschrieben.
Das von West und Todd betriebene, anfangs beliebte Etablissement Thelma Todd’s Sidewalk Café erwarb sich mehr und mehr den Ruf eines Treffpunkts für die kalifornische Unterwelt. So gab es Gerüchte, wonach Todd und West von der lokalen Mafia gezwungen wurden, das Restaurant zu nutzen, um bekannte Schauspieler betrunken zu machen und in kompromittierende Situationen zu bringen. Im Dezember 1935 wurde Todd leblos über dem Lenkrad ihres braunen Lincoln Model K bei laufendem Motor in der Garage von Jewel Carmen, der Ehefrau von Roland West, gefunden. Die anschließende Autopsie ergab, dass sie an einer Kohlenstoffmonoxidvergiftung starb, die vermutlich versehentlich durch die Abgase ihres Autos verursacht wurde. West behauptete, dass er Todd in der Nacht ausgesperrt habe und sie in der kalten Winternacht ihr Auto angestellt haben könnte, um sich warmzuhalten.
Einige Stimmen vermuten hingegen, Todd sei von Mobstern ermordet worden, denen sie ihr Restaurant nicht für ihre kriminellen Aktivitäten zur Verfügung stellen wollte. Vereinzelt wird Lucky Luciano in diesem Zusammenhang genannt. Andere Beobachter glauben, dass Todd von West an Bord seiner Yacht MV Joyita ermordet wurde und dieser ihre Leiche sodann in die Garage verbrachte, um ihren Suizid bzw. einen Unfall vorzutäuschen. Gerüchten zufolge soll West seinem Freund Chester Morris auf dem Sterbebett gestanden haben, dass er für den Tod Todds tatsächlich verantwortlich gewesen sei. Die Yacht von West erlangte drei Jahre nach dessen Tod unrühmliche Bekanntheit, als ihre 25 Passagiere und die komplette Besatzung im Südpazifik verschwanden.
Bis heute sind allerdings keine Beweise aufgetaucht, welche die Anschuldigungen gegen Roland West stützen, und weder er noch jemand anders wurde in Zusammenhang mit dem Tod Thelma Todds angeklagt. Die schlechte Publicity um seine angebliche Beteiligung an dem Tod der Schauspielerin schadete allerdings seinem Ruf und überschattet sein filmisches Schaffen bis heute.

## Trivia
Die dritte Staffel der US-amerikanischen Krimi-Fernsehserie True Detective zeigt eine Figur namens Roland West, die möglicherweise eine Hommage an den Regisseur ist.

## Filmographie
Als Regisseur (komplett)
- 1916: Lost Souls
- 1916: A Woman’s Honor
- 1917: The Siren
- 1918: De Luxe Annie
- 1921: The Silver Lining
- 1921: Nobody
- 1923: The Unknown Purple
- 1924: Driftwood
- 1925: Dr. Palmers unheimliches Haus (The Monster)
- 1926: Das Rätsel der Fledermaus (The Bat)
- 1927: The Dove
- 1929: Alibi
- 1930: The Bat Whispers
- 1931: Corsair